# نانتير
نَنتير أو نانتير (بالفرنسية: Nanterre)‏ مدينة فرنسية تقع في الضاحية الغربية للعاصمة الفرنسية باريس ولها بلدية مستقلة عن بلدية باريس، وتبعد عن وسط باريس نحو 11,1 كم (6.9) في الجزء الشرقي من مدينة نَنتير تضم نَنتير جزء لا بأس به من حي لا ديفونس التجاري المشهور في باريس وتضم أطول المباني الموجودة في منطقة باريس، وتعد نَنتير مقر للعديد من الشركات الكبرى الموجودة في حي لا ديفونس وكذلك تقع في نَنتير جامعة باريس العاشرة التي تعد واحدة من أكبر الجامعات الفرنسية. تتاخم نَنتير بلديات كل من كوربفوا وبوتو المجاورتين.

## الاسم
اسم نَنتير نشأت قبل الغزو الروماني لبلاد الغال (فرنسا). حيث سجلها الرومان باسم مَربوت التي تعني المزار أو المكان المقدس وكان يطلق عليها اسم دورز وتعني بالإنكليزية والألمانية باب أو أبواب أو القلعة وكانت ترمز إلى مكان مقدس يُزار في العصور القديمة والكائن على تلة فَلِرِين الموجودة هناك

## التاريخ
إن مدينة نَنتير شهيرة في التاريخ العالمي والفرنسي لوجود شخصيات مهمة خرجت من تلك المدينة ومن أهم هذه الشخصيات:
- سانت جنفييف أو سانت جونفياف، شفيعة مدينة باريس، والتي ولدت في نَنتير كاليفورنيا. عام 419-422.
- ريتشارد دوران، والذي قام في في 26مارس، 2002 بقتل ثمانية من أعضاء مجلس البلدة وجرح 14 آخرون بجراح في ما وصفته الصحافة الفرنسية باسم مجزرة نَنتير.

## السكان
يبلغ تعداد سكان مدينة نَنتير حوالي 90,901 حسب إحصائيات عام 2006.م ويشكل المهاجرون القادمين إلى المدينة نسبة حوالي 25 % من السكان. وتنقسم نَنتير إلى ثلاثة كانتونات :
- - كانتون نَنتير نورد يبلغ عدد السكانها 33.173.
- - كانتون نَنتير والجنوب الشرقي ويبلغ عدد السكان 22,350.
- -كانتون نَنتير - الجنوبية الغربية يبلغ عدد سكانها 28.758.

## توأمة
لنَنتير اتفاقيات توأمة مع كل من:
- كرايوفا
- واتفورد
- بيزارو
- جيلينا

## أعلام
- كارل لاغرفيلد
- سيلهيت جمال الدين
- جان نيكولاس
- أندريه فريديرك
- أوليفر ريبوردين
- سادا تيوب